# Claudio Lamoral de Ligne

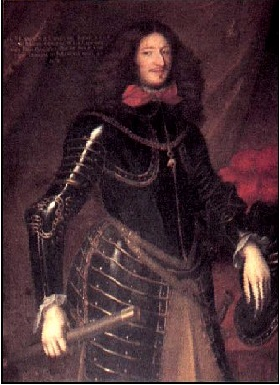
Claudio Lamoral, III príncipe de Ligne, diplomático y político al servicio de Felipe IV y Carlos II de España.

Claudio Lamoral (Beloeil, 8 de octubre de 1618 - Madrid, 21 de diciembre de 1679) fue un noble, militar y político español de origen flamenco, III príncipe de Ligne, príncipe del Sacro Imperio Romano, príncipe de Epinoy, marqués de Roubaix y conde de Fauquemberg, entre otros títulos, grande de España y caballero del Toisón de Oro (1646). Sirvió a Felipe IV de España, fue capitán general de la Caballería española de Flandes, virrey de Sicilia (1670-1674) y gobernador del Estado de Milán (1674-1678). 

## Biografía
Sucedió a su hermano Albert Henri (1615-1641), como heredero del Principado de Ligne. Desposó a su cuñada, la viuda de Albert Henri, en 1642, María Clara Maurizia di Nassau, condesa de Nassau (Bruselas, octubre de 1621-Beloeil, 2 de septiembre de 1695), de quienes nació Enrique Ernesto de Ligne, príncipe del Sacro Imperio Romano Germánico, marqués de Roubaix, que casó en 1677 con Juana de Aragón y Benavides, hija de Luis de Aragón y Fernández de Córdoba, vi duque de Segorbe, vii duque de Cardona, v marqués de Comares, y de María Teresa de Benavides y Corella.
Fue desde 1648 a 1669, el capitán general de la Caballería española en Flandes, que significaba el tercero en mando militar después del capitán general y del gobernador de las Armas. En 1660, representó con gran dignidad al rey de España ante la corte inglesa de Carlos II. Fue virrey de Sicilia (1670-1674), donde se ocupó de fortificar la costa en defensa de ataques de piratas y turcos, que capturaban y esclavizaban a los naturales. A continuación fue nombrado gobernador del Ducado de Milán (1674-1678). 
Claudio Lamoral y, tras su muerte, su esposa María Clara, engrandecieron el castillo de Beloeil y su espectacular jardín de 25 ha. de estilo francés, que cuenta con un estanque-espejo delante del castillo de 6 ha. En la actualidad, el edificio está abierto parcialmente al público.